# Liste der türkischen Botschafter in Kuba
| Ernennung Akkreditierung | Botschafter        | Bemerkung | Ministerpräsident der Türkei | Staatschef Kubas | Posten verlassen |
| ------------------------ | ------------------ | --- | ---------------------------- | ---------------- | ---------------- |
| 2. Apr. 1980             | Nazmi Akıman       | (* 1929 in Ankara) besuchte die Sisli-Fortschritt-High-School, studierte Rechtswissenschaft, Politikwissenschaft an der Universität Istanbul und an der Columbia University. Ständiger Vertreter bei den Vereinten Nationen, 1984–1988: Botschafter in Athen, 1989–1990: Botschafter in Madrid.                                  | Bülent Ulusu                 | Fidel Castro Ruz | 16. Juli 1981    |
| 12. Aug. 1981            | Gündoğdu Can       | 1974: Botschaftsrat in Wien | Bülent Ulusu                 | Fidel Castro Ruz | 17. Nov. 1985    |
| 28. Jan. 1986            | Kemal Girgin       | | Turgut Özal                  | Fidel Castro Ruz | 17. Juli 1989    |
| 8. Aug. 1989             | Mehmet Güney       | (* 1936 in Siirt) studierte Rechtswissenschaft an der Universität Ankara, trat 1964 in den auswärtigen Dienst, 1993–1995: Botschafter in Singapur, 1998–1999: Botschafter in Jakarta. | Yıldırım Akbulut             | Fidel Castro Ruz | 14. März 1993    |
| 6. Apr. 1993             | Aykut Berk         | | Tansu Çiller                 | Fidel Castro Ruz | 18. Apr. 1998    |
| 1. Mai 1998              | Ataman Yalgın      | 28 Mar 1996: Zeremonienmeister | Mesut Yılmaz                 | Fidel Castro Ruz | 30. Mai 2002     |
| 5. Juni 2002             | Vefahan Ocak       | | Abdullah Gül                 | Fidel Castro Ruz | 8. Jan. 2007     |
| 14. Feb. 2007            | Şanıvar Olgun      | (* 1954 in Yozgat) besuchte das TED College in Ankara 1976, studierte Rechtswissenschaft an der Universität Ankara. Trat 1977 in den auswärtigen Dienst, 2004–2007: Botschafter in Vilnius, 2010–2011: Zeremonienmeister, 16. Januar 2012 – 14. Februar 2014: Botschafter in Oslo, ab 4. März 2014: Botschafter in Panama-Stadt. | Recep Tayyip Erdoğan         | Fidel Castro Ruz | 2. Okt. 2009     |
| 13. Okt. 2009            | İnci Tümay         | | Recep Tayyip Erdoğan         | Raúl Castro      | 13. Jan. 2012    |
| 15. Juni 2012            | Hasan Servet Öktem | (* 31. Juli 1953 in Düzce) besuchte das Galatasaray-Gymnasium, studierte 1976 internationale Beziehungen an der Universität Ankara, war 1984 an der Universität Belgrad, als die Asala einen Anschlag verübte, 2003–2008 Gesandtschaftssekretär erster Klasse in Teheran.                                                        | Recep Tayyip Erdoğan         | Raúl Castro      |                  |